# A Change Is Gonna Come
A Change Is Gonna Come är en låt skriven och framförd av Sam Cooke. Den finns med på albumet Ain't That Good News. Låten skrevs 1963 och lanserades som singel i december 1964 på RCA Records.

## Bakgrund och inspelning
Cooke varit med om en rad orättvisor genom sitt liv och målet med "A Change Is Gonna Come" var att uttrycka dessa. En av dessa händelser var hur han och hans dåvarande fru Barbara Campbell nekades plats till ett rum de reserverat på vid ett hotell på grund av deras hudfärg. Detta kom att göra Cooke mycket upprörd vilket ledde till en konfrontation mellan honom och hotellpersonalen. Senare samma kväll blev Cooke och Campbell arresterade av polisen. The New York Times kom dagens efter incidenten som "Negro Band Leader Held in Shreveport", något som inte bara ytterligare förargade Cooke, utan stora delar av den afroamerikanska befolkningen.
Cooke spelade in "A Change Is Gonna Come" med vännen och producenten J.W. Alexander efter julen 1963. Cook hade blivit inspirerad av Bob Dylans "Blowin' in the Wind" och han var imponerad över hur en så tydligt politisk låt om rasism och orättvisorna för minoriteter hade lyckats få kommersiell framgång. I biografin "Dream Boogie: The Triumph of Sam Cooke" skriver Pete Guralnick hur Cooke nästan kände skam över hur han inte valt att skriva något liknande själv.
En fullstor orkester behövdes vid inspelningen då Cooke och Alexander ville att låten skulle ha ett filmisk känsla. Cooke fann inspiration från Jerome Kern och Oscar Hammersteins musikal Show Boat. Referenserna gäller både temat om rasism, samtidigt som hur rinnande vatten representerar förändring.

### Musiker[3]
- Sam Cooke - ledsång
- SR Crain - bakgrundssång
- Paul Foster - bakgrundssång
- Jimmie Outler - bakgrundssång
- Richards Gibbs - bakgrundssång
- JJ Farley - bakgrundssång
- René Hall - gitarr
- Norman Bartold - gitarr
- Arnold Belnick - gitarr
- Clifton White - gitarr
- Chuck Badie - bas
- Earl Palmer - trummor
- Harold Battiste - piano
- William Hinshaw - valthorn
- Emil Radocchia - marimba, timpani och slagverk
- William Kurasch - trumpet
- Louis Blackburn - trombon
- John Ewing - trombon
- David Wells - trimbon
- Harry Hyams - fiol
- Alexander Neiman - fiol
- Israel Baker - fiol
- Irving Lipschultz - fiol
- Leonard Malarsky - fiol
- Jack Pepper - fiol
- Ralph Schaeffer - fiol
- Sidney Sharp - fiol
- Darrell Terwilliger - fiol
- Tibor Zelig - fiol
- Emmet Sargeant - cello

## Mottagande
Den blev endast en medelstor hit i USA då den var b-sida till låten "Shake", men har räknats som betydligt mer betydelsefull för Medborgarrättsrörelsen i USA. Musikaliskt var låten också mycket olik Sam Cookes tidigare låtar som ofta varit glada danslåtar eller romantiska ballader.
"A Change Is Gonna Come" är självbiografisk och behandlar de orättvisor Cooke själv utsatts för som afroamerikan i USA.

## Övriga versioner
1965 spelades låten in av Otis Redding på albumet Otis Blue: Otis Redding Sings Soul och samma år av The Supremes på hyllningsalbumet We Remember Sam Cooke. 1967 spelade Aretha Franklin in den till albumet I Never Loved a Man the Way I Love You. The Band tog med den på sin coverskiva Moondog Matinee 1973. Den har även spelats in av ett stort antal andra artister. Versioner av låten görs än idag av samtida artister som Beyoncé , Arcade Fire , Cold War Kids , Greta van Fleet.

## Utmärkelser
Låten blev rankad som #12 då magasinet Rolling Stone sammanställde listan The 500 Greatest Songs of All Time 2004. Pitchfork Media listade den som #3 på listan "The 200 Greatest Songs of the 1960s". 2007 togs låten upp av Library of Congress i USA:s nationella inspelningsarkiv.
Låten handlar om hur det var att vara afroameriansk på 60-talet.

## Listplaceringar
- Billboard Hot 100, USA: #31[8]
- Billboard R&B Singles: #9